# Ерік Блум
Ерік Блум (нім. Eric Blum, нар. 13 червня 1986, Пфаффнау) — швейцарський хокеїст, захисник клубу НЛА «Берн». Гравець збірної команди Швейцарії.

## Ігрова кар'єра
Хокейну кар'єру розпочав на батьківщині 2003 року виступами за команду «ГСК Лайонс».
Ерік чотири сезони відіграв за «Лангнау Тайгерс».
2 травня 2014 уклав трирічну угоду з «Клотен Флаєрс».
26 вересня 2016 підписав п'ятирічний контракт з клубом НЛА «Берн».
Був гравцем молодіжної збірної Швейцарії, у складі якої брав участь у 11 іграх. У 2013 дебютував у складі національної збірної команди Швейцарії на чемпіонаті світу 2013, де став срібним призером. Загалом за національну збірну вдіграв 89 матчів в яких набрав 19 очок (5+14).

## Нагороди та досягнення
- Срібний призер чемпіонату світу — 2013.
- Володар Кубка Швейцарії в складі «Берн» — 2015.
- Чемпіон Швейцарії в складі «Берн» — 2016, 2017, 2019.

## Статистика

### Клубні виступи
| Сезон        | Клуб              | Ліга         | Регулярний сезон | Регулярний сезон | Регулярний сезон | Регулярний сезон | Регулярний сезон | Плей-оф | Плей-оф | Плей-оф | Плей-оф | Плей-оф |
| Сезон        | Клуб              | Ліга         | І                | Г                | П                | О                | ШХ               | І       | Г       | П       | О       | ШХ      |
| ------------ | ----------------- | ------------ | ---------------- | ---------------- | ---------------- | ---------------- | ---------------- | ------- | ------- | ------- | ------- | ------- |
| 2003–04      | «ГСК Лайонс»      | НЛБ          | 39               | 1                | 3                | 4                | 26               | 6       | 0       | 0       | 0       | 0       |
| 2004–05      | «ГСК Лайонс»      | НЛБ          | 31               | 2                | 6                | 8                | 6                | —       | —       | —       | —       | —       |
| 2005–06      | «ГСК Лайонс»      | НЛБ          | 40               | 3                | 11               | 14               | 30               | 4       | 1       | 0       | 1       | 16      |
| 2006–07      | «Лангнау Тайгерс» | НЛА          | 41               | 0                | 0                | 0                | 20               | —       | —       | —       | —       | —       |
| 2007–08      | «Лангнау Тайгерс» | НЛА          | 42               | 3                | 5                | 8                | 16               | —       | —       | —       | —       | —       |
| 2008–09      | «Лангнау Тайгерс» | НЛА          | 36               | 3                | 1                | 4                | 30               | —       | —       | —       | —       | —       |
| 2009–10      | «Лангнау Тайгерс» | НЛА          | 49               | 4                | 12               | 16               | 58               | —       | —       | —       | —       | —       |
| 2010–11      | «Клотен Флаєрс»   | НЛА          | 48               | 5                | 15               | 20               | 18               | 18      | 0       | 2       | 2       | 12      |
| 2011–12      | «Клотен Флаєрс»   | НЛА          | 39               | 5                | 12               | 17               | 20               | 5       | 0       | 0       | 0       | 0       |
| 2012–13      | «Клотен Флаєрс»   | НЛА          | 45               | 5                | 11               | 16               | 22               | —       | —       | —       | —       | —       |
| 2013–14      | «Клотен Флаєрс»   | НЛА          | 46               | 6                | 15               | 21               | 32               | 15      | 3       | 3       | 6       | 12      |
| 2014–15      | «Берн»            | НЛА          | 50               | 2                | 23               | 25               | 26               | 11      | 2       | 3       | 5       | 2       |
| 2015–16      | «Берн»            | НЛА          | 35               | 4                | 24               | 28               | 12               | 10      | 2       | 1       | 3       | 18      |
| 2016–17      | «Берн»            | НЛА          | 47               | 5                | 16               | 21               | 6                | 16      | 3       | 5       | 8       | 2       |
| 2017–18      | «Берн»            | НЛА          | 37               | 3                | 19               | 22               | 14               | 8       | 0       | 2       | 2       | 2       |
| 2018–19      | «Берн»            | НЛА          | 48               | 6                | 12               | 18               | 22               | 18      | 1       | 6       | 7       | 2       |
| 2019–20      | «Берн»            | НЛА          | 45               | 0                | 11               | 11               | 8                | —       | —       | —       | —       | —       |
| Усього в НЛА | Усього в НЛА      | Усього в НЛА | 608              | 51               | 176              | 227              | 304              | 101     | 11      | 22      | 33      | 50      |

### Збірна
| Рік                | Команда            | Турнір             | Місце              | І  | Г | П | О | ШХ |
| ------------------ | ------------------ | ------------------ | ------------------ | -- | - | - | - | -- |
| 2004               | Швейцарія          | ЮЧС18-D1           | 11-е               | 5  | 1 | 0 | 1 | 0  |
| 2006               | Швейцарія          | МЧС                | 7-е                | 6  | 2 | 3 | 5 | 4  |
| 2013               | Швейцарія          | ЧС                 | 2                  | 9  | 0 | 1 | 1 | 2  |
| 2014               | Швейцарія          | ЧС                 | 10-е               | 7  | 1 | 0 | 1 | 0  |
| 2015               | Швейцарія          | ЧС                 | 8-е                | 8  | 0 | 2 | 2 | 2  |
| 2016               | Швейцарія          | ЧС                 | 11-е               | 7  | 2 | 1 | 3 | 0  |
| 2018               | Швейцарія          | ОІ                 | 10-е               | 4  | 0 | 0 | 0 | 0  |
| Молодіжна збірна   | Молодіжна збірна   | Молодіжна збірна   | Молодіжна збірна   | 11 | 3 | 3 | 6 | 4  |
| Національна збірна | Національна збірна | Національна збірна | Національна збірна | 35 | 3 | 4 | 7 | 4  |